# Andreea Grecu
Andreea Grecu Mihalcea (n. 10 ianuarie 1994, București, România) este o sportivă română.

## Carieră

### Atletism
S-a apucat mai întâi de atletism. În anul 2011 a participat la Campionatul Mondial de Juniori (sub 18) de la Lille unde a obținut locul 6 cu ștafeta României (Andreea Grecu, Roxana Ene, Andreea Cojocaru, Bianca Răzor). La Jocurile Balcanice din 2014 a câștigat medalia de argint cu ștafeta de 4×100 metri (Ana Maria Roșianu, Angela Moroșanu, Andreea Grecu, Andreea Ogrăzeanu). Anul următor, româncele (Ana Maria Roșianu, Andreea Ogrăzeanu, Andreea Grecu, Anamaria Ioniță) a ocupat din nou locul 2 la Jocurile Balcanice. Tot în 2015 Andreea Grecu a participat la Campionatul Mondial de la Beijing cu ștafeta de 4×400 metri.

### Bob
În plus, ea s-a dedicat bobului. La Jocurile Olimpice de Tineret din 2012 de la Innsbruck a obținut locul 6 în proba de bob de 2 persoane (pilot: Ana Constantin). Cu pilotul Maria Constantin s-a clasat pe locul 17 la Jocurile Olimpice din 2014 de la Soci. La Campionatul Mondial din 2017 de la Königssee Grecu a câștigat medalia de bronz cu o echipă internațională (Maria Constantin, Andreea Grecu și nemții Alexander Gassner, Anna Fernstädt, Richard Oelsner și Marc Rademacher) în proba pe echipe.
În anul 2018 Andreea Grecu a devenit campioană mondială de tineret cu împingătorul Florentina Iusco. Apoi a participat cu pilotul Maria Constantin la Jocurile Olimpice de la Pyeongchang unde s-au clasat pe locul 15. În 2019 Grecu a luat startul cu împingătorul Teodora Vlad. La Campionatul European de la Königssee au ocupat locul 4 și la Campionatul Mondial de Tineret au câștigat medalia de argint.
La Campionatul European din 2020 de la Sigulda Andreea Grecu a câștigat medalia de argint împreună cu Ioana Gheorghe. În proba de monobob Andreea Grecu a obținut locul 12 la Jocurile Olimpice de iarna din 2022 Beijing . La festivitatea de închidere a purtat drapelul României.
În anul 2023 ea a cucerit medalia de argint la monobob la Campionatul European de la Altenberg. La Campionatul European de la Sigulda din 2024 a obținut din nou argintul. La Campionatul Mondial din același an s-a clasat pe locul 5.
Ea este antrenată de Paul Neagu  fost bober și de trei ori participant la Jocurile Olimpice.